# Пер Сільян Шельбред
Пер Сільян Шельбред (норв. Per Ciljan Skjelbred, нар. 16 червня 1987, Тронгейм, Норвегія) — норвезький футболіст, опорний півзахисник клубу «Русенборг».
Захищав кольори національної збірної Норвегії.

## Клубна кар'єра

### «Русенборг»
Шельбред народився у місті Тронгейм і грати у футбол починав у рідному місті у клубі «Трюгг/Ладе». За цей час своєю грою футболіст справив враження і був відправлений продовжити навчання до англійського «Ліверпуля», який запропонував йому контракт але футболіст відмовився і повернувся до норвезького «Русенборга».
У матчах Тіппеліги Шельбред дебютував у 2004 році і таким чином став другим наймолодшим гравцем в історії «Русенборга». Восени 2005 року у матчі Ліги чемпіонів проти грецького «Олімпіакоса» Шельбред отримав перелом ноги і повернувся на поле через півроку.

### «Гамбург» і «Герта»
Влітку 2011 року Пер Сільян переходить до німецького «Гамбурга». І хоча через деякий час керівництво німецького клубу визнало, що контракт гравця був помилкою, норвежець все ж відіграв у клубі два сезони.
Провівши сезон 2013/14 в оренді у стані берлінської «Герти», Шельбред підписав із «синьо-білими» контракт на постійній основі. За берлінській клуб у Бундеслізі футболіст відіграв понад ста матчів.

### Повернення в Норвегію
Після завершення контракту з берлінським клубом влітку 2020 року Шельбред повернувся до рідного «Русенборгу».

## Збірна
У складі національної збірної Норвегії Пер Шельбред дебютував 28 березня 2007 року у матчі проти збірної Мальти. 
3 вересня 2014 року у матчі на «Вемблі» проти збірної Англії Пер Шельбред вперше вивів національну збірну на поле, як капітан команди.
2017 року Шельбред вирішив завершити кар'єру у збірній.

## Досягнення
Русенборг
- Чемпіон Норвегії: 2006, 2009, 2010[5]
- Володар Суперкубка Норвегії: 2010[6]
- Переможець Кубка Інтертото: 2008